# Krzywa Wieża w Ząbkowicach Śląskich

Krzywa wieża w Ząbkowicach Śląskich o zmierzchu

Krzywa Wieża w Ząbkowicach Śląskich – średniowieczna krzywa wieża w Ząbkowicach Śląskich, która jest jedną z ciekawostek turystycznych Dolnego Śląska. Nazywana jest „śląską Pizą”. Jest to najwyższa krzywa wieża w Polsce – ma 34 m wysokości, a jej obecne odchylenie od pionu wynosi 2,14 m. Na jej szczyt wiedzie 139 schodów. Swoje święto obchodzi co roku w drugi weekend lipca (piątek – sobota) podczas „Dni i Nocy Krzywej Wieży” – kulturalno-rekreacyjnego wydarzenia, które ściąga turystów i gości na występy gwiazd polskiej muzyki, happeningi, wystawy, pokazy i inne atrakcje. Podczas imprezy Krzywą Wieżę można zwiedzać aż do godz. 00.00.

## Historia
Początki krzywej wieży nie są dziś znane z powodu braku źródeł pisanych. Kilku niemieckich badaczy twierdziło, że wieża jest pozostałością przedlokacyjnego zamku (tzw. (niem.) Bergfried, (pol.) stołp). Zamek ten miał zostać wzniesiony przez książąt świdnickich, a zniszczony przez wojska walczące z czeskim królem Jerzym z Podiebradów. O wiarygodności tej hipotezy świadczy to, że dolne partie murów (do wysokości 10 m) zbudowane są z kamienia i zaprawy wapiennej.
Niezwykle duża, przekraczająca 4 metry, grubość murów tej części wieży także zdaje się wskazywać na jej pierwotnie obronny charakter. Potwierdzają to także badania archeologiczne przeprowadzone w 1999 i 2000, w wyniku których przy ul. Długiej, na wysokości Krzywej Wieży, odsłonięto fragmenty muru kamienno-ceglanego.
Po przesunięciu murów miejskich, w XIV wieku powiększył się obszar zabudowany miasta. Z dawnej baszty postanowiono zrobić dzwonnicę kościoła parafialnego pw. św. Anny. Zakończenie budowy nastąpiło prawdopodobnie w 1413 roku. 24 sierpnia 1598 wieża przechyliła się o 1,5 m. Prawdopodobnie miały na to wpływ ruchy tektoniczne w pobliskim Bardzie lub też zwiększony ciężar nadbudowanej wieży. W 1858, kiedy całe miasto objął wielki pożar, wieża uległa znacznemu zniszczeniu, szczególnie w części szczytowej, i władze pruskie zamierzały ją rozebrać. Władze miejskie były jednak innego zdania i po długotrwałych zabiegach obiekt odbudowano. Dawne zwieńczenie w postaci blaszanego hełmu zastąpiono attyką w kształcie jaskółczych ogonów. W grudniu 2007 zakończył się gruntowny remont zewnętrznych ścian wieży.
W 2000 budowla została wpisana do rejestru zabytków.
We wrześniu 2018 została wyłączona z użytkowania ze względu na zły stan obiektu i pojawiające się spękania murów. 6 kwietnia 2019 roku ponownie otwarta dla ruchu turystycznego po, trwającym blisko trzy miesiące, remoncie. Wieża jest otwarta codziennie w godz. 9:30 do 17:30.